# 古姆蒂河
古姆蒂河（Gomati (gomtī/gomôtī，又拼做Gumti、Gomti、Gumati等）是流经印度东北特里普拉邦及孟加拉国的一条河流，发源于特里普拉邦的东部山区，向西南200公里汇入孟加拉国的梅克纳河。
在印度特里普拉邦的达来县南部的河道，建有一方水坝，形成了一个41平方公里的湖泊，叫顿布尔湖（Dumbur /Dumboor Lake，意为湿婆神的手搖鞀（damaru））。
- 印度特里普拉邦境内的古姆蒂河
- 孟加拉国境内的古姆蒂河